# Lin Yi-hsiung
Lin Yi-hsiung (chiń. upr. 林义雄; chiń. trad. 林義雄; pinyin Lín Yìxióng; pe̍h-ōe-jī Lîm Gī-hiông; ur. 24 sierpnia 1941 w pow. Yilan) – polityk tajwański.
Ukończył studia prawnicze na Narodowym Uniwersytecie Tajwańskim. Od 1977 roku zasiadał w zgromadzeniu prowincjonalnym prowincji Tajwan. Aresztowany w 1979 roku za udział w spacyfikowanym przez policję nielegalnym wiecu opozycji (tzw. incydent Kaohsiung). 28 lutego 1980 „nieznani sprawcy” zamordowali matkę Lina i jego dwie siedmioletnie córki; starszej dziewięcioletniej córce pomimo licznych ran kłutych udało się przeżyć. Zbrodnia ta, za którą odpowiadają najprawdopodobniej ówczesne służby specjalne, nie została nigdy wyjaśniona. W kwietniu 1980 roku Lin został skazany na 12 lat pozbawienia wolności. Zwolniony przedterminowo w sierpniu 1984 roku. Po opuszczeniu więzienia uciekł za granicę, przebywając w USA, Wielkiej Brytanii i Japonii. Na Tajwan wrócił w 1989 roku.
Przez wiele lat zaangażowany w działalność Demokratycznej Partii Postępowej. W 1996 roku bezskutecznie ubiegał się o nominację z jej ramienia w wyborach prezydenckich. Orędownik niepodległości Tajwanu jako odrębnego od Chin państwa. W latach 1998–2000 był przewodniczącym DPP. W 2000 roku poprowadził zwycięską kampanię wyborczą Chen Shui-biana, który został wybrany prezydentem Republiki Chińskiej.
W 2006 roku wystąpił z DPP, pomimo to jednak w późniejszych wyborach udzielał poparcia jej kandydatom. Od początku lat 90. aktywnie zaangażowany w ruch przeciwko energii atomowej.